# 胡爾達·嘉寶

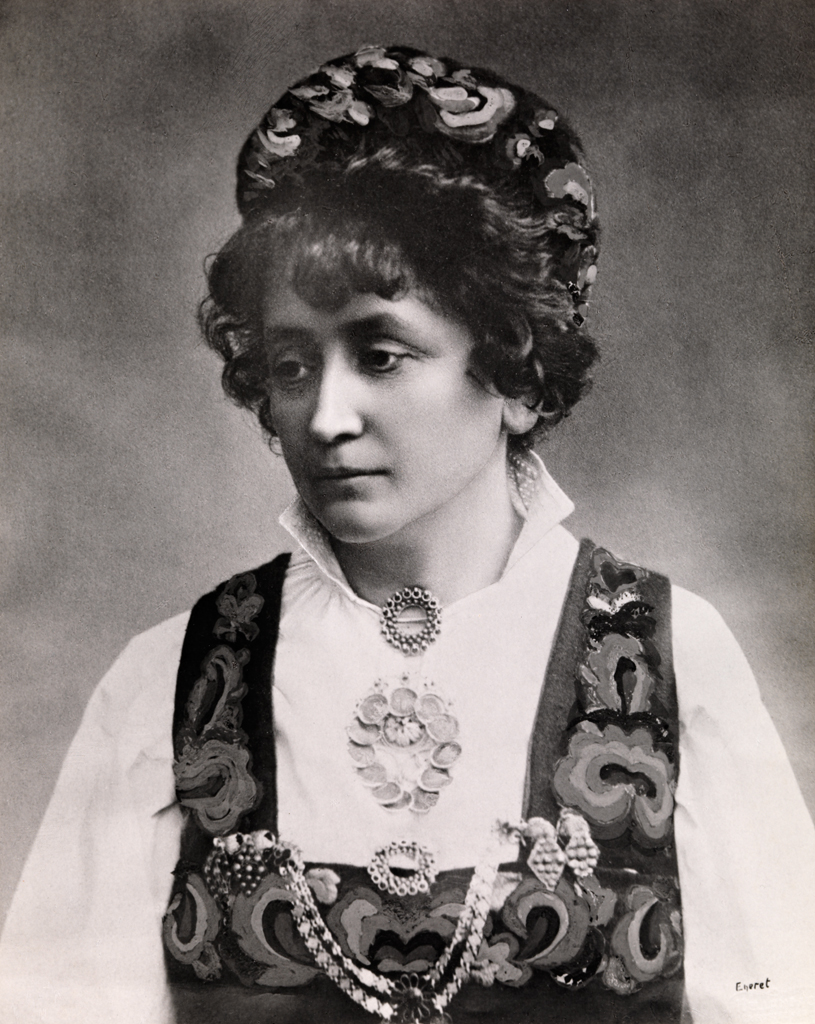
胡爾達·嘉寶

胡爾達·嘉寶（Hulda Garborg ，1862年2月22日– 1934年11月5日）是一位挪威作家、小说家、剧作家、诗人、民族舞蹈家和戏剧导师。她是阿尔内·嘉宝的妻子。她曾經是阿斯克尔地方議會議員。 